# Енё
Е́нё (венг. Jenő [ˈjɛnøː]) — одно из семи племён венгров, входившее в древневенгерскую конфедерацию эпохи завоевания родины на Дунае. Племя енё упоминает византийский император Константин VII Багрянородный в своём труде «Об управлении империей».
Дьюла Немет объясняет значение древневенгерского слова «енё» как "род министра". В историографии венгерское племя енё сопоставляется с башкирским племенем еней.
Венгерский корень Jenő можно найти в названиях по крайней мере 24 населенных пунктов, в том числе, по менее популярной версии, им объясняется этимология молдавской столицы Кишинёва (рум. Chișinău, на венгерском языке записывалось как Kisjenő, дословно — Малый Енё).